# Ujung Tanjung I
Ujung Tanjung I is een bestuurslaag in het regentschap Lebong van de provincie Bengkulu, Indonesië. Ujung Tanjung I telt 1452 inwoners (volkstelling 2010).